# Jogo em grupo
Party games são um gênero de jogos eletrônicos usualmente jogados em modo multiplayer. Suas origens remontam a coletânea de games Party Mix da Starpath.  Party video games são comumente projetados como uma coleção de minigames simples, feitos para serem intuitivos e de fácil controle. Comumente, party games envolvem personagens de várias franquias da mesma empresa, como é o caso do Mario Party.